# Смиленко, Алла Трофимовна
Смиленко Алла Трофимовна (15 июня 1923, Киев — 22 сентября 2006, Киев) — советский археолог, специалист в области славянской археологии, доктор исторических наук, ведущий научный сотрудник Института археологии Академии наук Украины.

## Биография
Родилась в Киеве. В 1948 году окончила исторический факультет Киевского государственного университета.
В 1951—1991 годах работала ведущим научным сотрудником, доктор исторических наук. Исследовала раннеславянскую и средневековую археологию Украины. Руководила археологическими экспедициями: Надпорожской (раскопки гончарного центра VII в. в балке Канцерка, городища Башмачка III—IV вв., 1964—1980), Днестрово-Дунайской (раскопки поселения венедов III—IV вв. в селе Нагорном, поселений IX в. в сёлах Шабо и Богатом, 1981—1987).

## Научные труды
Имеет более 80 научных публикаций, в их числе:
- Древньоруські пам’ятки Дніпровського Надпоріжжя (укр.) // Археологічні пам’ятки УРСР  / відп. ред. С. М. Бібіков. — Київ: Вид-во АН УРСР, 1962. — Т. XII. — С. 155—181. Архивировано 25 апреля 2023 года.
- Поселение у балки Яцевой в Надпорожье // Славяне накануне образования Киевской Руси  / отв. ред. Б. А. Рыбаков. — М.: Изд-во АН СССР, 1963. — С. 251—282.
- Глодоські скарби (укр.). — Київ: Наукова думка, 1965. — 88 с.
- Смиленко А. Т., Брайчевский М. Ю. Черняховское поселение в селе Леськи близ города Черкассы // История и археология юго-западных областей СССР начала нашей эры  / отв. ред. Б. А. Рыбаков, Э. А. Сымонович. — М.: Наука, 1967. — С. 35—61.
- Находка 1928 г. у г. Новые Сенжары (по материалам обследования А. К. Тахтая) // Славяне и Русь  / отв. ред. Е. И. Крупнов. — М.: Наука, 1968. — С. 158—166.
- Осіле населення Степового Подніпров’я в раннє середньовіччя (укр.) // Археологія  / відп. ред. С. М. Бібіков. — Київ: Наукова думка, 1969. — Т. XXII. — С. 161—179. Архивировано 27 июля 2024 года.
- К хронологии гончарной керамики черняховского типа // Краткие сообщения Института археологии  / отв. ред. И. Т. Кругликова. — М.: Наука, 1970. — Вып. 121. — С. 76—81.
- Дослідження посаду городища Верхній Салтів (укр.) // Середні віки на Україні  / відп. ред. Ф. П. Шевченко. — Київ: Наукова думка, 1971. — Вип. 1. — С. 147—157. Архивировано 5 декабря 2023 года.
- Слов'яни і степові племена в Південному Подніпров'ї (укр.) // Археологія  / відп. ред. В. Д. Баран. — Київ: Наукова думка, 1972. — Вип. 7. — С. 67—75. Архивировано 10 февраля 2015 года.
- Слов’яни та іх сусіди в степовому Подніпров’ї (II—XIII ст.) (укр.). — Київ: Наукова думка, 1975. — 212 с.
- К изучению лепной керамики пеньковских памятников // Древняя Русь и славяне  / отв. ред. Т. В. Николаева. — М.: Наука, 1978. — С. 159—164.
- Погребения у с. Башмачка // Могильники черняховской культуры  / отв. ред. Э. А. Сымонович. — М.: Наука, 1979. — С. 13—23.
- Раскопки на Нижнем Днепре // Археологические открытия 1979 года  / отв. ред. Б. А. Рыбаков. — М.: Наука, 1980. — С. 338—339.
- Южный участок Среднего Днепра // Древнерусские поселения Среднего Поднепровья / отв. ред. В. Д. Баран. — Киев: Наукова думка, 1984. — С. 92—103.
- Славянская культура VIII—IX вв. правобережья Днепра (памятники типа Лука-Райковецкая) // Археология Украинской ССР. — Киев: Наукова думка, 1986. — Т. 3. — С. 174—191. Архивировано 7 декабря 2023 года.
- Смиленко А. Т., Козловский А. А. Средневековые поселения в приморской части Днестро-Дунайского междуречья // Днестро-Дунайское междуречье в І — начале ІІ тыс. н. э. — Киев: Наукова думка, 1987. — С. 67—83.
- Союзы племен и археологические культуры // Славяне Юго-Восточной Европы в предгосударственный период  / отв. ред. В. Д. Баран. — Киев: Наукова думка, 1990. — С. 307—321. Архивировано 20 февраля 2020 года.
- Спорные вопросы в изучении древностей VIII—X вв. Северо-Западного Причерноморья // Древности Юго-Запада СССР (I — середина II тысячелетия н. э.). — Кишинев: Штиинца, 1991. — С. 166—185.
- Городище Башмачка III—IV в. н. э / отв. ред. Б. В. Магомедов. — Киев: Наукова думка, 1992. — 132 с.
- Про пограниччя Болгарії і Русі в раннє середньовіччя (укр.) // Проблеми похождення та історичного розвитку слов’ян  / вiдп. ред. В. Д. Баран. — Київ—Львів: РАС, 1997. — С. 190—196. Архивировано 18 ноября 2021 года.
- Поселення етулійського типу в Подунав’ї (укр.) // Археологія. — 2003. — № 2. — С. 61—73. Архивировано 6 июля 2024 года.